# Virgen del Mayorazgo de Abaria
La Virgen del Mayorazgo de Abaria o Virgen de Abaria es una escultura de alabastro que data de la segunda mitad del siglo XVII y que representa la advocación de Nuestra Señora de las Mercedes.
Realizada por autor anónimo, fue regalada por el rey Carlos II al marino Francisco de Abaria, general de su armada, como premio a los esfuerzos prestados en la liberación de la plaza española de Orán, en 1681.
Históricamente, estuvo unida al mayorazgo de Abaria (fundado por el notable marino), radicado en la antigua villa de Villafranca (Guipúzcoa) y encabezado por la casa-palacio del mismo nombre. Permanece al día de hoy en posesión de sus descendientes.
Algunos autores han señalado que su concepción refleja la influencia de la Virgen de Trapani (o Madonna di Trapani), ubicada en la capilla del santuario de la Annunziata en Trapani, cerca de Palermo, y cuya autoría se le atribuye a Nino Pisano. De hecho, la Madonna di Trapani ha sido objeto de veneración, a lo largo de los siglos, en toda la zona mediterránea, en particular por los marineros. 
La estatua mide cerca de 33 centímetros y ostenta, como la Capitana de Francisco de Abaria, la advocación de Nuestra Señora de las Mercedes, encontrándose colocada sobre un templete (o capilla) revestido de lapislázuli, de oro y de plata en cuyo nicho superior se destaca el escudo heráldico de Abaria. En la parte baja de dicho templete puede leerse la siguiente inscripción: 

Esta ssma imagen la dió el Rey Felipe III al Excmo. Señor don Francisco de Abaria, general de su armada cuando le mandó socorrer a Orán como lo logró con el acierto que debía prometerse de tan soberana protección en cuya memoria es cabeza de uno de los mayorazgos de la Casa de Abaria

Sostuvieron los tratadistas que seguramente había error en tal inscripción, ya que no podía ser Felipe III, sino Carlos II, quien regalara la escultura al héroe de Orán.  
El examen de un testamento perteneciente al archivo del mayorazgo de Abaria (entonces integrado en el archivo documental de la Torre de Olaso, en Vergara) permitió explicar el origen probable del error: el rey había regalado a Francisco de Abaria únicamente la estatua o imagen en cuestión; y, posteriormente, sus descendientes mandaron fabricar, en Italia, la artística capilla de plata, incurriendo, por descuido, en el señalado error.
El conjunto permaneció en posesión de la familia Abaria hasta finales del siglo XVIII, momento en el que, a través del matrimonio de María Brígida de Olaso y Abaria con José Joaquín de Olazábal y Arbelaiz, los bienes de Abaria pasaron a la Casa de Olazábal-Arbelaiz, de la que fueron jefes, a lo largo del siglo XIX, primero José Joaquín de Olazábal y Olaso (hijo de dicho matrimonio) y luego su hijo primogénito, Tirso de Olazábal y Lardizábal, conde de Arbelaiz.
La Virgen de Abaria integró, junto con objetos de orfebrería y otras piezas procedentes de la colección de Tirso de Olazábal, la Exposición Etnográfico-Histórica euskara de San Juan de Luz, celebrada en agosto y septiembre de 1897.
La capilla perteneció́ después a los condes de Urquijo (Julio de Urquijo e Ibarra y Vicenta de Olazábal y Álvarez de Eulate), hallándose por entonces rodeada de una orla de madera de ejecución italiana que fue regalada al conde de Urquijo por la duquesa de Madrid.
Muriendo aquellos sin sucesión, fue heredada por Rafael de Olazábal y Álvarez de Eulate, hermano de la condesa-viuda de Urquijo, conservándose hoy día en las manos de sus descendientes.